# Championnats du monde juniors de natation 2006
Navigation
Édition suivante
La 1re édition des Championnats du monde juniors de natation se déroule du 22 au 22 août 2006 à Rio de Janeiro (Brésil). Cette compétition est réservée aux nageuses et nageurs nés entre 1989 et 1993.

## Tableau des médailles
| Rang  | Pays             | Médaille d'or | Médaille d'argent | Médaille de bronze | Total |
| 1     | Italie           | 9             | 6                 | 2                  | 17    |
| 2     | États-Unis       | 5             | 1                 | 8                  | 14    |
| 3     | France           | 4             | 2                 | 2                  | 8     |
| 4     | Russie           | 3             | 10                | 4                  | 17    |
| 5     | Chine            | 3             | 2                 | 3                  | 8     |
| 6     | Pologne          | 3             | 1                 | 0                  | 4     |
| 7     | Espagne          | 2             | 2                 | 1                  | 5     |
| 8     | Allemagne        | 2             | 1                 | 3                  | 6     |
| 9     | Belgique         | 2             | 1                 | 0                  | 3     |
| 10    | Brésil           | 1             | 3                 | 1                  | 5     |
| 11    | Roumanie         | 1             | 2                 | 0                  | 3     |
| 12    | Serbie           | 1             | 1                 | 0                  | 2     |
| =     | Nouvelle-Zélande | 1             | 1                 | 0                  | 2     |
| 14    | Autriche         | 1             | 0                 | 2                  | 3     |
| =     | Ukraine          | 1             | 0                 | 2                  | 3     |
| 16    | Afrique du Sud   | 0             | 3                 | 6                  | 9     |
| 17    | Royaume-Uni      | 0             | 2                 | 2                  | 4     |
| 18    | Malaisie         | 0             | 2                 | 0                  | 2     |
| 19    | Équateur         | 0             | 0                 | 1                  | 1     |
| =     | Lituanie         | 0             | 0                 | 1                  | 1     |
| =     | Panama           | 0             | 0                 | 1                  | 1     |
| Total | Total            | 40            | 40                | 40                 | 120   |

## Résultats

### Femmes
| Épreuves                      | Or                                                                                     | Or             | Argent                                                                          | Argent         | Bronze                                                                          | Bronze         |
| ----------------------------- | -------------------------------------------------------------------------------------- | -------------- | ------------------------------------------------------------------------------- | -------------- | ------------------------------------------------------------------------------- | -------------- |
| Nage libre                    |                                                                                        |                |                                                                                 |                |                                                                                 |                |
| 50 m                          | Daniela Schreiber                                                                      | 25 s 55        | Ionela Cozma                                                                    | 25 s 61        | Camille Muffat                                                                  | 26 s 71        |
| 100 m                         | Daniela Schreiber                                                                      | 55 s 59        | Ionela Cozma                                                                    | 55 s 96        | Camille Muffat                                                                  | 56 s 47        |
| 200 m                         | Ophélie-Cyrielle Étienne                                                               | 2 min 00 s 44  | Tang Yi                                                                         | 2 min 01 s 26  | Leah Ginarich                                                                   | 2 min 02 s 04  |
| 400 m                         | Mireia Belmonte                                                                        | 4 min 14 s 29  | Jessica Rodriguez                                                               | 4 min 14 s 45  | Leah Ginarich                                                                   | 4 min 14 s 49  |
| 800 m                         | Ionela Cozma                                                                           | 8 min 38 s 91  | Wendy Trott                                                                     | 8 min 40 s 69  | Anastasia Ivanenko                                                              | 8 min 40 s 81  |
| 1 500 m                       | Aurélie Muller                                                                         | 16 min 35 s 32 | Anastasia Ivanenko                                                              | 16 min 40 s 99 | Wendy Trott                                                                     | 16 min 41 s 36 |
| Papillon                      |                                                                                        |                |                                                                                 |                |                                                                                 |                |
| 50 m                          | Lyubov Koro                                                                            | 27 s 38        | Ilaria Bianchi                                                                  | 27 s 45        | Lena Celina Hiller                                                              | 27 s 48        |
| 100 m                         | Ilaria Bianchi                                                                         | 59 s 57        | Keri-Leigh Shaw                                                                 | 1 min 00 s 25  | Jemma Lowe                                                                      | 1 min s 00 31  |
| 200 m                         | Cartneli Kalisz                                                                        | 2 min 12 s 34  | Jemma Lowe                                                                      | 2 min 13 s 52  | Nina Dittrich                                                                   | 2 min 13 s 92  |
| Dos                           |                                                                                        |                |                                                                                 |                |                                                                                 |                |
| 50 m                          | Zhou Yanxin                                                                            | 29 s 49        | Emily Thomas                                                                    | 29 s 58        | Christin Zenner                                                                 | 29 s 61        |
| 100 m                         | Natalie Wiegersma                                                                      | 1 min 02 s 41  | Anastasia Zueva                                                                 | 1 min 02 s 83  | Zhou Yanxin                                                                     | 1 min 03 s 10  |
| 200 m                         | Anastasia Zueva                                                                        | 2 min 15 s 27  | Ophélie-Cyrielle Étienne                                                        | 2 min 16 s 49  | Chen Wen                                                                        | 2 min 17 s 01  |
| Brasse                        |                                                                                        |                |                                                                                 |                |                                                                                 |                |
| 50 m                          | Wang Qun                                                                               | 32 s 21        | Vitalina Simonova                                                               | 32 s 63        | Zhao Jin                                                                        | 32 s 65        |
| 100 m                         | Wang Qun                                                                               | 1 min 09 s 21  | Vitalina Simonova                                                               | 1 min 09 s 35  | Caitlin Leverenz                                                                | 1 min 09 s 94  |
| 200 m                         | Vitalina Simonova                                                                      | 2 min 26 s 58  | Wang Qun                                                                        | 2 min 28 s 41  | Caitlin Leverenz                                                                | 2 min 28 s 57  |
| Quatre nages                  |                                                                                        |                |                                                                                 |                |                                                                                 |                |
| 200 m                         | Caitlin Leverenz                                                                       | 2 min 14 s 45  | Camille Muffat                                                                  | 2 min 15 s 29  | Wang Wu                                                                         | 2 min 18 s 13  |
| 400 m                         | Mireia Belmonte                                                                        | 4 min 47 s 38  | Anastasia Ivanenko                                                              | 4 min 50 s 27  | Bianca Meyer                                                                    | 4 min 51 s 86  |
| Relais                        |                                                                                        |                |                                                                                 |                |                                                                                 |                |
| Relais 4 × 100 m nage libre   | France Ophélie-Cyrielle Étienne Justine Lignot Roxane Devillers-Favreau Camille Muffat | 3 min 46 s 73  | Allemagne Sophie-Luise Dietrich Lena Celina Hiller Jenny Lahl Daniela Schreiber | 3 min 46 s 99  | Ukraine Olga Danylyuk Lyubov Korol Mariya Yatsenko Darya Stepanyuk              | 3 min 49 s 42  |
| Relais 4 × 200 m nage libre   | France Roxane Devillers-Favreau Nathalie Hedin Justine Lignot Ophélie-Cyrielle Étienne | 8 min 12 s 38  | Russie Anastasia Aksenova Olga Shulgina Victoria Malyutina Anastasia Ivanenko   | 8 min 16 s 62  | Allemagne Daniela Schreiber Lena Celina Hiller Antje Mahn Sophie-Luise Dietrich | 8 min 17 s 74  |
| Relais 4 × 100 m quatre nages | Russie Anastasia Zueva Vitalina Simonova Anastasia Aksenova Olga Shulgina              | 4 min 10 s 88  | Afrique du Sud Karin Prinsloo Yolana du Plesis Keri-Leigh Shaw Christy Lategan  | 4 min 11 s 39  | Royaume-Uni Georgia Davies Alexandra Warren Jemma Lowe Rachael George           | 4 min 13 s 15  |

### Hommes
| Épreuves                    | Or                                                                          | Or             | Argent                                                               | Argent         | Bronze                                                                       | Bronze         |
| --------------------------- | --------------------------------------------------------------------------- | -------------- | -------------------------------------------------------------------- | -------------- | ---------------------------------------------------------------------------- | -------------- |
| Nage libre                  |                                                                             |                |                                                                      |                |                                                                              |                |
| 50 m                        | Yoris Grandjean                                                             | 22 s 74        | Sergey Fesikov                                                       | 22 s 92        | Wesley Gilchrist                                                             | 23 s 19        |
| 100 m                       | Yoris Grandjean                                                             | 50 s 32        | Sergey Fesikov                                                       | 50 s 84        | Michele Santucci                                                             | 51 s 24        |
| 200 m                       | Cesare Sciocchetti                                                          | 1 min 51 s 97  | Yoris Grandjean                                                      | 1 min 52 s 20  | Scott Flowers                                                                | 1 min 52 s 23  |
| 400 m                       | Mateusz Matczak                                                             | 3 min 54 s 99  | Cesare Sciocchetti                                                   | 3 min 56 s 49  | Juan Luis Rodriguez                                                          | 3 min 56 s 68  |
| 800 m                       | Maciej Hreniak                                                              | 8 min 04 s 84  | Juan Luis Rodriguez                                                  | 8 min 06 s 92  | Davide Sitti                                                                 | 8 min 09 s 67  |
| 1 500 m                     | Maciej Hreniak                                                              | 15 min 28 s 42 | Juan Luis Rodriguez                                                  | 15 min 32 s 83 | Ian Rowe                                                                     | 15 min 33 s 97 |
| Papillon                    |                                                                             |                |                                                                      |                |                                                                              |                |
| 50 m                        | Yauheni Lazuka                                                              | 24 s 56        | Ivan Lendjer                                                         | 24 s 91        | Kirill Chibisov                                                              | 24 s 94        |
| 100 m                       | Ivan Lendjer                                                                | 54 s 31        | Daniel William Bego                                                  | 54 s 40        | Kirill Chibisov                                                              | 54 s 63        |
| 200 m                       | Dinko Jukić                                                                 | 2 min 01 s 64  | Daniel William Bego                                                  | 2 min 02 s 13  | Marco Camargo                                                                | 2 min 04 s 41  |
| Dos                         |                                                                             |                |                                                                      |                |                                                                              |                |
| 50 m                        | Leonardo Guedes                                                             | 26 s 26        | Damiano Lestingi                                                     | 26 s 52        | Garth Tune                                                                   | 26 s 57        |
| 100 m                       | Damiano Lestingi                                                            | 55 s 74        | Leonardo Guedes                                                      | 56 s 43        | Matthew Thompson                                                             | 57 s 42        |
| 200 m                       | Cory Chitwood                                                               | 2 min 00 s 68  | Damiano Lestingi                                                     | 2 min 00 s 84  | Tyler Clary                                                                  | 2 min 01 s 66  |
| Brasse                      |                                                                             |                |                                                                      |                |                                                                              |                |
| 50 m                        | Mattia Pesce                                                                | 28 s 43        | Caba Siladji                                                         | 29 s 05        | Edgar Crespo                                                                 | 29 s 13        |
| 100 m                       | Edoardo Giorgetti                                                           | 1 min 02 s 31  | Mattia Pesce                                                         | 1 min 02 s 65  | Mikhael Ermolaev                                                             | 1 min 03 s 46  |
| 200 m                       | Edoardo Giorgetti                                                           | 2 min 15 s 44  | Luca Pizzini                                                         | 2 min 15 s 56  | Giedrius Titenis                                                             | 2 min 16 s 57  |
| Quatre nages                |                                                                             |                |                                                                      |                |                                                                              |                |
| 200 m                       | Tyler Clary                                                                 | 2 min 03 s 62  | Xavier Mohammed                                                      | 2 min 04 s 69  | Denys Dubrov                                                                 | 2 min 04 s 70  |
| 400 m                       | Scott Flowers                                                               | 4 min 21 s 33  | Mateusz Matczak                                                      | 4 min 23 s 42  | Dinko Jukić                                                                  | 4 min 24 s 39  |
| Relais                      |                                                                             |                |                                                                      |                |                                                                              |                |
| Relais 4 × 100 m nage libre | Italie Marco Pellizzon Damiano Lestingi Michele Santucci Cesare Sciocchetti | 3 min 26 s 84  | Russie Mikhail Plichcuk Dmitri Chechulin Anton Anchin Sergey Fesikov | 3 min 27 s 36  | Afrique du Sud Graeme Moore Jay-Cee Thomson Garth Tune Wesley Gilchrist      | 3 min 29 s 52  |
| Relais 4 × 200 m nage libre | Italie Filippo Barbacini Manuel Vicenzi Damiano Lestingi Cesare Sciocchetti | 7 min 32 s 23  | Brésil Alan Silva João de Lucca José Rezende Neto Marcelo Monteiro   | 7 min 37 s 36  | Afrique du Sud Riaan Schoeman Jay-Cee Thomson Morne Boshoff Wesley Gilchrist | 7 min 40 s 97  |
| Relais 4 × 100 m 4 nages    | Italie Damiano Lestingi Edoardo Giorgetii Marco Pellizzon Michele Santucci  | 3 min 44 s 22  | Russie Anton Anchin Mikhael Ermolaev Kirill Chibisov Sergey Fesikov  | 3 min 44 s 28  | Brésil Leonardo Guedes Mauricio Pereira Filho Frederico Castro Alan Silva    | 3 min 50 s 23  |

## Sources
- (en) Résultats officiels